# Sutton United FC
Sutton United FC is een Engelse voetbalclub uit Sutton, Londen. De club komt uit in de National League, het vijfde niveau van het Engels voetbalsysteem.
De club werd opgericht op 5 maart 1898 toen Sutton Guild Rovers en Sutton Association FC (dat voorheen Sutton St. Barnabas heette) fuseerden. Tussen 2021 en 2024 kwam de ploeg uit in de League Two, de laagste divisie van het Engelse profvoetbal. Thuiswedstrijden worden afgewerkt op Gander Green Lane.

## Geschiedenis
Van 1921 tot 1963 speelde de club in de Athenian League alvorens zich aan te sluiten bij de Isthmian League. In 1963 werd ook voor het eerst de finale van de FA Amateur Cup bereikt en verloor met 4-2 van Wimbledon FC, een wedstrijd die in de geschiedenisboeken staat omdat Eddie Reynolds van Wimbledon alle vier goals met zijn hoofd scoorde. Zes jaar later werd opnieuw de finale bereikt en verloor Sutton United van North Shields. Het volgende seizoen werd de vierde ronde van de FA Cup bereikt, waarin Leeds United de tegenstander was en Sutton United verloor met 6-0 voor een recordaantal toeschouwers van 14.000. Een verzachtende omstandigheid was wel het feit dat Leeds landskampioen was en dat jaar ook de halve finale van de Europacup I bereikte. In 1981 werd de finale van de FA Trophy bereikt, maar ook hier moest de club het onderspit delven. De boosdoener van dienst was Bishop's Stortford FC.
In 1979 won de club de Anglo-Italian Cup waarin Chieti met 2-1 verslagen werd. Er werden ook enkele andere Football League clubs verslagen door de jaren heen, waaronder Aldershot, Peterborough United, Torquay United en Colchester United.
In 1985 werd de club kampioen van de Isthmian League. Nadat promotie naar de Vauxhall Conference geweigerd werd kon de club de titel behouden in het volgende seizoen en dit keer aanvaardde de club wel promotie. In januari 1989 versloeg de club Coventry City met 2-1 in de derde ronde van de FA Cup. Coventry speelde op dat moment in de First Division en hierdoor schaarde Sutton zich bij het kleine clubje van non-league clubs die een eersteklasser uitschakelden in de FA Cup. 
In 1991 degradeerde de club terug naar de Isthmian League, om in 1999 als kampioen te promoveren, maar na één seizoen terug te degraderen. In 2004 kwam de club te spelen in Conference South, die in 2004 werd opgericht als nieuwe klasse tussen de Conference National en de drie lager gelegen leagues (Isthmian, Southern en NPL).
Sutton United was in juli 2002 de allereerste tegenstander van AFC Wimbledon (heroprichting door fans van Wimbledon FC) en won voor 4500 toeschouwers met 4-0. In 2008 degradeerde de club naar de Isthmian League en keerde terug naar de Conference in 2011.
Voor het seizoen 2015/16 werd de Conference South omgedoopt tot de National League South. Ondanks hun openingswedstrijd thuis tegen Maidstone United met 2-0 verloren te hebben, verliep de rest van het seizoen goed. De ploeg bleef gedurende het seizoen 25 wedstrijden ongeslagen en bekroonde zichzelf op 23 april tot kampioen van de competitie. Hierdoor keerde het voor het eerst in zestien jaar weer terug op het hoogste niveau van non-league voetbal.
Sutton had in het seizoen 2016/17 een enorme stunt uitgehaald door de vijfde ronde van de FA Cup te halen. In de voorgaande ronde had de ploeg tweedeklasser Leeds United uitgeschakeld. De wedstrijd tegen Premier League-club Arsenal ging met 0-2 verloren.
Na het behalen van het kampioenschap in het seizoen 2020/21 promoveerde Sutton United voor het eerst in het bestaan naar de English Football League. Na een verblijf van drie seizoenen in de League Two degradeerde de club in 2024 terug naar de National League.

## Erelijst
- National League
  - Kampioen: 2020/21
- National League South
  - Kampioen: 2015/16
- Isthmian League Premier Division
  - Kampioen: 1966/67, 1984/85, 1985/86, 1998/99, 2010/11
- Athenian League
  - Kampioen: 1927/28, 1945/46, 1957/58
- Anglo-Italian Cup
  - Winnaar: 1979

## Eindstanden
De eindklasseringen van Sutton United FC vanaf het seizoen 1921/22:
- 2025 12e
National League
- 2024 23e
League Two
- 2023 14e
League Two
- 2022 8e
League Two
- 2021 1e
National League
- 2020 15e
National League
- 2019 10e
National League
- 2018 3e
National League
- 2017 12e
National League
- 2016 1e
National League South
- 2015 15e
Conference South
- 2014 2e
Conference South
- 2013 6e
Conference South
- 2012 4e
Conference South
- 2011 1e
Isthmian League Premier Division
- 2010 2e
Isthmian League Premier Division
- 2009 5e
Isthmian League Premier Division
- 2008 22e
Conference South
- 2007 14e
Conference South
- 2006 13e
Conference South
- 2005 15e
Conference South
- 2004 2e
Isthmian League Premier Division
- 2003 6e
Isthmian League Premier Division
- 2002 12e
Isthmian League Premier Division
- 2001 13e
Isthmian League Premier Division
- 2000 22e
Football Conference
- 1999 1e
Isthmian League Premier Division
- 1998 3e
Isthmian League Premier Division
- 1997 3e
Isthmian League Premier Division
- 1996 10e
Isthmian League Premier Division
- 1995 15e
Isthmian League Premier Division
- 1994 5e
Isthmian League Premier Division
- 1993 5e
Isthmian League Premier Division
- 1992 3e
Isthmian League Premier Division
- 1991 21e
Football Conference
- 1990 8e
Football Conference
- 1989 12e
Football Conference
- 1988 8e
Football Conference
- 1987 7e
Football Conference
- 1986 1e
Isthmian League Premier Division
- 1985 1e
Isthmian League Premier Division
- 1984 4e
Isthmian League Premier Division
- 1983 5e
Isthmian League Premier Division
- 1982 2e
Isthmian League Premier Division
- 1981 5e
Isthmian League Premier Division
- 1980 4e
Isthmian League Premier Division
- 1979 11e
Isthmian League Premier Division
- 1978 6e
Isthmian League Premier Division
- 1977 16e
Isthmian League Premier Division
- 1976 11e
Isthmian League Premier Division
- 1975 10e
Isthmian League Premier Division
- 1974 12e
Isthmian League Premier Division
- 1973 7e
Isthmian League Premier Division
- 1972 6e
Isthmian League Premier Division
- 1971 2e
Isthmian League Premier Division
- 1970 3e
Isthmian League Premier Division
- 1969 3e
Isthmian League Premier Division
- 1968 2e
Isthmian League Premier Division
- 1967 1e
Isthmian League Premier Division
- 1966 9e
Isthmian League Premier Division
- 1965 7e
Isthmian League Premier Division
- 1964 4e
Isthmian League Premier Division
- 1963 4e
Athenian League
- 1962 9e
Athenian League
- 1961 4e
Athenian League
- 1960 6e
Athenian League
- 1959 10e
Athenian League
- 1958 1e
Athenian League
- 1957 11e
Athenian League
- 1956 12e
Athenian League
- 1955 4e
Athenian League
- 1954 8e
Athenian League
- 1953 13e
Athenian League
- 1952 4e
Athenian League
- 1951 5e
Athenian League
- 1950 12e
Athenian League
- 1949 5e
Athenian League
- 1948 8e
Athenian League
- 1947 2e
Athenian League
- 1946 1e
Athenian League
- 1945
- 1944
- 1943
- 1942
- 1941
- 1940
Athenian League
- 1939 10e
Athenian League
- 1938 6e
Athenian League
- 1937 4e
Athenian League
- 1936 10e
Athenian League
- 1935 9e
Athenian League
- 1934 6e
Athenian League
- 1933 6e
Athenian League
- 1932 9e
Athenian League
- 1931 11e
Athenian League
- 1930 8e
Athenian League
- 1929 3e
Athenian League
- 1928 1e
Athenian League
- 1927 11e
Athenian League
- 1926 14e
Athenian League
- 1925 13e
Athenian League
- 1924 10e
Athenian League
- 1923 7e
Athenian League
- 1922 8e
Athenian League

- League Two
- National League
- Athenian League
- National League South
- Isthmian League Premier Division

ⓘ In 1992 invoering van de Premier League en opheffing van de Fourth Division; in 2004 opheffing van de First, Second en Third Division.

## Bekende (ex-)spelers
- Efan Ekoku